# Owen Nolan
Owen Liam Nolan (* 12. Februar 1972 in Belfast, Nordirland) ist ein ehemaliger kanadischer Eishockeyspieler britischer Herkunft. Während seiner aktiven Karriere spielte er zwischen 1988 und 2011 unter anderem für die Nordiques de Québec, Colorado Avalanche, San Jose Sharks, Toronto Maple Leafs, Phoenix Coyotes, Calgary Flames und Minnesota Wild in der National Hockey League sowie die ZSC Lions in der Schweizer National League A auf der Position des rechten Flügelstürmers in der Rolle eines Power Forwards.
Nach einer erfolgreichen Juniorenkarriere bei den Cornwall Royals in der Ontario Hockey League wurde Nolan im NHL Entry Draft 1990 als Gesamterster von den Nordiques de Québec ausgewählt. Im Verlauf seiner 18-jährigen NHL-Karriere lief der Außenstürmer für insgesamt sechs verschiedene Franchises auf, wobei er seine erfolgreichste Zeit zwischen 1995 und 2003 bei den San Jose Sharks verlebte, deren Mannschaftskapitän er ab Herbst 1998 für viereinhalb Jahre war. In insgesamt 1265 NHL-Spielen erreichte er 925 Scorerpunkte und nahm fünfmal am NHL All-Star Game teil. Auf internationaler Ebene gewann Nolan mit der kanadischen Nationalmannschaft Goldmedaillen bei den Olympischen Winterspielen 2002 in Salt Lake City und der Weltmeisterschaft 1997 in Finnland.

## Karriere

### Kindheit und Juniorenkarriere in Ontario
Owen Nolan wurde am 12. Februar 1972 in der nordirischen Hauptstadt Belfast geboren. Gemeinsam mit seinen Eltern zog er im Sommer 1972 – im Alter von sieben Monaten – ins kanadische Thorold in der Provinz Ontario und erhielt alsbald die kanadische Staatsbürgerschaft. Mit dem Schlittschuhlaufen und Eishockeyspielen begann er nicht vor seinem neunten Lebensjahr, spielte aber ab seinem 15. Lebensjahr für das Juniorenteam seiner Heimatstadt Thorold, die Thorold Blackhawks, in der Ontario Minor Hockey Association und der Junior-B-Gruppe der Ontario Hockey Association. In seinem letzten Jahr für die Mannschaft – der Saison 1987/88 – kam der Stürmer in 31 Spielen auf 54 Tore und insgesamt 86 Scorerpunkte.
Anschließend wurde Nolan im Sommer 1988 in der OHL Priority Selection in der zweiten Runde an 26. Stelle von den Cornwall Royals aus der Ontario Hockey League ausgewählt und wechselte umgehend zum Team, das von Orval Tessier betreut wurde. In seiner Spielzeit als Rookie bestritt Nolan 62 der 66 Partien für die Royals in der regulären Saison. Er erreichte 34 Tore und insgesamt 59 Punkte, womit er teamintern auf den siebten Rang der Scorerwertung kam. Mit 213 Strafminuten untermauerte er auch die starke physische Komponente seines Spiels. Unter allen Rookies der Liga sicherte er sich dennoch den Emms Family Award als bester Liganeuling. Obwohl Cornwall in der Leyden Division nur den vierten Rang in der regulären Saison belegt hatte, schaffte es das Team in den Play-offs bis ins Halbfinale, wo es an den von Mike Ricci angeführten Peterborough Petes scheiterte. Nolan verbuchte in 18 Play-off-Partien weitere 16 Scorerpunkte. In der folgenden Spielzeit erreichten die Cornwall Royals unter dem neuen Cheftrainer Marc Crawford erneut, aber mit einer deutlich schwächeren Bilanz, die Play-offs. Nolan war in seinem zweiten OHL-Spieljahr zum absoluten Topscorer avanciert und schloss die Saison nach 58 Partien mit 111 Scorerpunkten, darunter 51 Toren ab. Hinter Keith Primeau, Paul DiPietro und Mike Ricci belegte er sowohl in der Scorer- als auch der Torschützenwertung den vierten Platz. Er erhielt am Saisonende die Jim Mahon Memorial Trophy als punktbester rechter Flügelstürmer der Liga und wurde auf dieser Position auch in First All-Star-Team der Liga gewählt. In den Play-offs fügte Nolan seinem Punktekonto in sechs Spielen weitere zwölf hinzu, während die Royals an den Oshawa Generals scheiterten. Zudem war er in seinem zweiten Jahr bereits Assistenzkapitän seiner Mannschaft.
Im Juni 1990 war der damals 18-Jährige schließlich für den NHL Entry Draft 1990 verfügbar. Aufgrund der zur damaligen Zeit sehr gefragten Kombination aus Torjägerqualitäten und körperbetontem Spiel war Nolan unter den Franchises äußerst begehrt. Beim Draft in Vancouver wurde er an erster Gesamtposition des im Nachhinein sehr starken Draft-Jahrgangs – noch vor Spielern wie Jaromír Jágr, Keith Tkachuk und Martin Brodeur – von den Nordiques de Québec ausgewählt.

### Anfänge im Profibereich bei den Nordiques de Québec
Da die Nordiques in den zwei Spielzeiten vor Nolans Draft jeweils das mit Abstand schlechteste Team der National Hockey League gewesen waren, holten sie ihn bereits im Herbst 1990 in ihren Kader. Dasselbe taten sie vor der Saison 1990/91 mit dem Schweden Mats Sundin, den sie ebenfalls mit dem allerersten Wahlrecht im NHL Entry Draft 1989 ausgewählt hatten. Gemeinsam mit dem zum Mannschaftskapitän beförderten Joe Sakic sollten sie in den folgenden Jahren das Grundgerüst des Neuaufbaus bilden. Mit Ausnahme von sechs Partien für das Farmteam Halifax Citadels in der American Hockey League, in denen Nolan acht Punkte gelangen, schaffte Nolan den schwierigen Sprung in den Stammkader und bestritt 59 der 80 Saisonpartien. Bei seinem NHL-Debüt am 4. Oktober 1990 war er der sechste Spieler der NHL-Geschichte, der in Nordirland oder Irland geboren worden war und der erste seit 1954 in der Liga. Seine Saison-Ausbeute von drei Toren und zehn Vorlagen fiel für den jungen Angreifer dabei mager aus. Die Spielzeit beendeten die Nordiques erneut als schlechtester Klub der Liga, womit sie auch im NHL Entry Draft 1991 das erste Wahlrecht besaßen. Da der ausgewählte Eric Lindros sich aber weigerte für das franko-kanadische Franchise zu spielen, erhielten die Nordiques durch den Transfer von Lindros zu den Philadelphia Flyers eine enorme Entschädigung in Form mehrerer Spieler, mehrerer Draft-Wahlrechte und Geld, die das Team auf Dauer stärkten und den Grundstein für spätere Erfolge legten.
Der Effekt der Veränderungen stellte sich nicht umgehend zur Spielzeit 1991/92 ein, da Québec weiterhin zu den schwächsten Mannschaften der Liga gehörte. Doch Nolan zeigte mit einer Steigerung um 60 auf 73 Scorerpunkte erstmals sein Offensiv-Potential. Er schloss das Spieljahr hinter Sakic und Sundin als drittbester Scorer der Nordiques ab und war mit 42 Treffern deren unangefochtener Top-Torschütze, gleichbedeutend mit dem zehnten Platz ligaweit. Vor Beginn der folgenden Saison verlängerte Nolan seinen auslaufenden Vertrag um vier Jahre bis zum Sommer 1996 mit der Option auf ein weiteres Jahr. Der Kontrakt war mit 4,2 Millionen US-Dollar dotiert. Das Vertrauen des Managements in ihn zahlte der Stürmer umgehend zurück und verbesserte den Wert von 73 Scorerpunkten in der Saison 1992/93 noch einmal um vier Punkte und stellte mit 41 Torvorlagen einen weiteren persönlichen Rekord auf. Angeführt vom Duo Sakic und Sundin sowie den Neuzugängen Mike Ricci und Steve Duchesne aus dem Lindros-Transfer schafften die Nordiques erstmals seit der Saison 1986/87 die Qualifikation für die Play-offs. Dort scheiterten sie in der ersten Runde an den Canadiens de Montréal. Im Verlauf der Spielzeit wurde Nolan erstmals zum NHL All-Star Game eingeladen, bei dem er ein Tor erzielte sowie ein weiteres vorbereitete.
Die Saison 1993/94 stellte einen erstmaligen Tiefpunkt in Nolans Karriere dar. Im sechsten Saisonspiel am 18. Oktober 1993 verletzte er sich im Spiel gegen die Canadiens de Montréal so schwer an der Schulter, dass er für den Rest der Spielzeit ausfiel. In seinen sechs Einsätzen erzielte er vier Punkte, konnte die Verletzung aber lange ausheilen lassen, da die NHL-Saison 1994/95 aufgrund eines Lockouts erst im Januar 1995 statt Oktober 1994 begann. Vollständig genesen kehrte der Kanadier in den Kader zurück und verstärkte die Nordiques ebenso wie der Schwede Peter Forsberg. In der auf 48 Spiele verkürzten Saison spielte Québec die erfolgreichste Spielzeit seit dem Wechsel von der World Hockey Association in die NHL, die mit dem Gewinn der Northeast Division und dem ersten Platz in der Eastern Conference gekrönt wurde. In den Play-offs schied das Franchise aber gegen den amtierenden Stanley-Cup-Sieger New York Rangers aus. Mit 49 Scorerpunkten, darunter 30 Toren, in 46 Einsätzen absolvierte der Flügelstürmer die Spielzeit mit dem bis dato besten Punkteschnitt seiner Karriere. Hinter Sakic und Forsberg war er teamintern erneut drittbester Scorer, und seine 30 Tore bedeuteten erneut den ersten Platz in der Torjägerliste des Teams. Ligaweit lag er mit seinen 30 Treffern auf dem vierten Rang. Mit einem Plus/Minus-Wert von +21 stellte er den besten Wert seiner Karriere auf. Die sechs Play-off-Einsätze gegen die Rangers wurden die letzten im Dress Québecs.

### Karrierehöhepunkt bei den San Jose Sharks
Am 21. Juni 1995 wurden die Nordiques wegen anhaltender finanzieller Probleme verkauft und aus der franko-kanadischen Metropole in das US-amerikanische Denver im Bundesstaat Colorado umgesiedelt. Davon betroffen waren auch die unter Vertrag stehenden Spieler, die fortan für die Colorado Avalanche aufliefen. Nolan bestritt in der Saison 1995/96 lediglich neun Begegnungen für Colorado. Am 26. Oktober 1995 wurde er nach nur gut vier Monaten Zugehörigkeit zum neuen Team im Tausch für den lettischen Offensiv-Verteidiger Sandis Ozoliņš zu den San Jose Sharks transferiert.
Bei den nach den Abgängen von Igor Larionow, Sergei Makarow und Ray Whitney mit wenigen namhaften Spielern besetzten Nordkaliforniern, die ihre Mannschaft nach sieben sieglosen Spielen zum Saisonstart massiv umgestalteten, genoss Nolan von Beginn an einen höheren Stellenwert als in Colorado und Québec. Obwohl der Power Forward den ersten Monat der Spielzeit nicht mit dem Team verbracht hatte und die Spielzeit von unkonstanten Leistungen seinerseits geprägt war, lag er mit seinen 61 Scorerpunkten für San Jose am Saisonende nur einen Punkt hinter dem Teamleader Craig Janney. Zudem war er der einzige Vertreter der Sharks im NHL All-Star Game 1996. Es war die zweite All-Star-Game-Teilnahme seiner Karriere.
Vor der Saison 1996/97 machte das Sharks-Management den aufgrund der Option noch ein Jahr gültigen Vertrag von Nolan nichtig und stattete ihn mit einem besser dotierten Zweijahresvertrag aus. Sie erhofften sich davon unter anderem, dass der Angreifer die ihm angedachte Rolle als Anführer des Teams besser ausfüllte als im Vorjahr. Am Ende der Spielzeit führte er die Mannschaft in den Kategorien Punkte und Tore an und avancierte somit immer mehr zum „Aushängeschild“ des Franchises. Er kam auf 31 Tore und 63 Punkte, allerdings verpasste er mit dem Klub zum zweiten Mal in Folge die Qualifikation für die Play-offs. Der persönliche Höhepunkt der Saison war allerdings die Teilnahme am NHL All-Star Game 1997, das in San José stattfand. Nolan erzielte in dieser Partie einen Hattrick. Zwei dieser Tore erzielte er gegen Ende des zweiten Drittels binnen acht Sekunden, die einen neuen All-Star-Game-Rekord bedeuteten, und um den Show-Charakter des Spiels zu unterstreichen, traf er gegen den tschechischen Torwart Dominik Hašek sehenswert, als er während eines Alleingangs die zu treffende Torecke vorher anzeigte. Der Treffer ging unter der Bezeichnung „called shot“ in die NHL-Geschichte ein. Die Leistung von drei Treffern reichte allerdings nicht aus, um zum wertvollsten Spieler der Begegnung ernannt zu werden. Diese Ehre wurde Mark Recchi zuteil, der ebenfalls drei Treffer markierte und dem siegreichen Team der Eastern Conference angehörte.
Die Spielzeit 1997/98 zeigte deutliche Rückgänge in den statistischen Werten des Angreifers. Mit lediglich 41 Scorerpunkten spielte er die persönlich schlechteste Saison seit seinem ersten Jahr in der NHL und hatte in der teaminternen Scorerwertung über 20 Punkte Rückstand auf Jeff Friesen. In den Play-offs konnte er vier Punkte in sechs Spielen beisteuern, als San Jose in der ersten Runde gegen die Dallas Stars ausschied. Die Sharks hielten dennoch an Nolan fest und verlängerten den zum 30. Juni 1998 ausgelaufenen Vertrag am 16. Oktober 1998 – und damit erst nach dem offiziellen Saisonstart – um zwei Jahre. Der Vertrag war mit etwa 5,5 Millionen US-Dollar dotiert. Ebenso machten sie ihn wenige Tage später zum fünften Mannschaftskapitän der Franchise-Geschichte, nachdem der bisherige Kapitän Todd Gill das Team in der Sommerpause verlassen hatte. Bereits von 1995 an war Nolan einer der Assistenzkapitäne gewesen. In der Saison 1998/99 verbesserten sich Nolans Offensivwerte mit 19 Toren und 45 Punkten nur marginal. Allerdings steigerte er sein Defensivspiel maßgeblich, was sich in der Plus/Minus-Bilanz von +16 widerspiegelte und sich für San Jose als sehr wertvoll herausstellte. Die Play-offs endeten erneut in der ersten Runde, als die Sharks an Nolans Ex-Team aus Denver scheiterten. Zur Spielzeit 1999/2000 zahlte der kräftige Angreifer das Vertrauen des Trainerteams mit guten Leistungen zurück. Er blieb weitgehend verletzungsfrei und absolvierte 78 Spiele. Mit 84 Scorerpunkten sowie 44 Toren stellte er persönliche Karriererekorde in diesen Kategorien auf und führte das Team darin auch an. Es war zugleich das erste Mal, dass ein Spieler der Sharks mehr als 40 Tore in einer Saison erzielte. Unterstützt von Vincent Damphousse und Jeff Friesen führte er die Sharks zum dritten Mal in Folge in die Play-offs. Seine 44 Tore bedeuteten ligaweit den zweiten Platz hinter dem Russen Pawel Bure, zudem waren seine 18 Treffer im Powerplay Ligaspitze. Außerdem nahm er im Saisonverlauf zum vierten Mal am NHL All-Star Game teil. Als an achter Position der Western Conference gesetztes Team erreichte San Jose durch einen Sieg im siebten Spiel – Nolan erzielte das entscheidende Tor – gegen die St. Louis Blues erstmals seit 1995 die zweite Play-off-Runde, wo sich die Dallas Stars erneut als unüberwindbare Hürde darstellten. Im letzten Spiel der ersten Play-off-Runde gegen St. Louis verletzte sich Nolan schwer an der Bauchmuskulatur. Während der Serie gegen Dallas verschlimmerte sich die Verletzung, so dass Nolan nur drei der fünf Spiele bestreiten konnte. Letztlich kam er in zehn Play-off-Einsätzen auf zehn Punkte, darunter acht Tore, und war erneut Führender in diesen Statistiken bei den Kaliforniern. Am Saisonende wurde er daraufhin zum ersten und einzigen Mal mit dem Seagate Technology „Sharks Player of the Year“ Award – einer teaminternen Auszeichnung der San Jose Sharks – bedacht.
Am 12. Oktober 2000 – kurz nach Beginn des Spieljahres 2000/01 – stattete das Management der San Jose Sharks seinen Kapitän, der inzwischen als sogenannter Unrestricted Free Agent galt, mit einem neuen Fünfjahresvertrag aus. Der Vertrag war mit geschätzten 30 bis 35 Millionen US-Dollar dotiert und besaß eine einjährige Verlängerungsoption seitens des Klubs über die Saison 2004/05 hinaus bis zum Sommer 2006. Aufgrund der in den Play-offs im April 2000 erlittenen Verletzung und einer anschließenden Leistenoperation Mitte August 2000 kehrte der Flügelstürmer erst mit Verspätung in den Spielbetrieb zurück. Bereits nach drei Einsätzen Ende Oktober musste Nolan eine erneute Zwangspause einlegen, da er sich eine Zerrung der Bauchmuskulatur zugezogen hatte. Während der Verletzungspause begann die Ligaleitung der NHL damit, den Vertrag zwischen Nolan und den San Jose Sharks näher zu überprüfen und dagegen zu klagen. Die Liga bemängelte dabei zwei Klauseln: Einerseits machte es den Anschein, als gäbe der Vertrag Nolan die Möglichkeit den Kontrakt auch seinerseits um ein Jahr zu verlängern, wenn die NHL-Saison 2004/05 aufgrund eines Lockouts mit 40 oder weniger Spielen absolviert werden würde, was als nicht ausgeschlossen galt. Andererseits störte es die Liga, dass eine weitere Klausel implizierte, dass der Kanadier auch im Falle des Lockouts in der Saison 2004/05 von den Sharks weiter bezahlt würde. Mitte November kehrte Nolan auf das Eis zurück und spielte beschwerdefrei, ehe er vom 1. Februar bis 1. März 2001 eine Sperre von elf Spielen absitzen musste. In der Partie gegen die Dallas Stars hatte er sich bei Gegenspieler Grant Marshall abseits des Spielgeschehens mit einem Schlag ins Gesicht für ein vorangegangenes Foul revanchiert. Dafür wurde er von der Liga mit einer Sperre über elf Partien bestraft. Eine Bitte auf Reduzierung der Strafe kam die Liga nicht nach. Bedingt durch die Ausfallzeiten erreichte Nolan nur eine Anzahl von 57 absolvierten Partien und 49 Scorerpunkte, die aber für den zweiten Platz hinter Patrick Marleau in der teaminternen Scorerwertung reichten.
In der Saison 2001/02 – in der er auf dem Cover der nordamerikanischen Version des Computerspiels NHL 2001 des Softwareentwicklers EA Sports abgebildet war – untermauerte der Stürmer seine Position als bis dato bester Spieler der Franchise-Geschichte, als er im Saisonverlauf zum Spieler mit den meisten Toren, Torvorlagen und Punkten in der Historie des Teams avancierte. Erst Patrick Marleau brach seine Team-Rekorde im Verlauf der Spielzeit 2006/07. Lediglich von kleineren Verletzungen gestoppt, war Nolan fast wieder zu alter Leistungsstärke zurückgekehrt und bestritt 75 Partien. Mit 66 Scorerpunkten war er abermals Topscorer des Teams, das in den Play-offs erneut die zweite Runde erreichte. Außerdem wurde er im Februar 2002 zum insgesamt fünften Mal zum NHL All-Star Game eingeladen. Wenig erfolgreich präsentierte sich das Franchise schließlich im Spieljahr 2002/03. Mehrere längere Schwächephasen führten dazu, dass San Jose erstmals seit 1997 die Play-offs verpasste. Und auch der inzwischen 30-jährige Nolan konnte dem Team nicht die nötigen Impulse verleihen. Durch den schlechten Saisonverlauf, in dem Nolan bis Anfang März 2003 in 61 Partien 42 Scorerpunkte gesammelt hatte, entschied sich die Klubführung vor der bevorstehenden Trade Deadline für einen Umbruch. Am 5. März transferierten sie den Mannschaftskapitän für die Stürmer Alyn McCauley und Brad Boyes sowie ein Erstrunden-Wahlrecht im NHL Entry Draft 2003 zu den Toronto Maple Leafs. Damit endete das achtjährige Engagement des Kanadiers bei den Nordkaliforniern.

### Rückkehr nach Kanada und Vertragsquerelen in Toronto
Im Gegensatz zur Situation in San José besaß Nolans neuer Klub gute Chancen, in die Play-offs einzuziehen, was mit dem fünften Platz in der Eastern Conference auch gelang. Bis zum Ende der regulären Saison bestritt der Flügelspieler noch 14 Partien für die Maple Leafs, in denen er zwölf Punkte erzielte. Dass Toronto in der ersten Play-off-Runde nach sieben Spielen an den Philadelphia Flyers scheiterte, konnte er mit enttäuschenden zwei Torvorbereitungen nicht verhindern. Noch ein weiteres Jahr spielte der Kanadier für die Maple Leafs, reichte dabei aber nicht mehr an die Leistungsstärke früherer Jahre heran. Erneut warfen ihn mehrere kleine Verletzungen und eine größere am linken Auge Ende Januar 2004 zurück. Zwei Partien vor Beginn der Play-offs schied er dann wegen einer Verletzung am rechten Knie für den Rest der regulären Saison und die gesamten Play-offs aus. Mit 48 Punkten in 65 Einsätzen schaffte er es dennoch auf den fünften Rang in der teaminternen Scorerwertung. Im Sommer 2004 ging Nolan in das vorerst letzte Jahr seines im Herbst 2000 geschlossenen Fünfjahres-Vertrags.
Bedingt durch den Lockout und die Verletzung bestritt Nolan im Verlauf des Spieljahres 2004/05 keine Spiele. Da die Saison komplett ausfiel und kein Ligabetrieb stattfand, entschied sich der Stürmer, die ihm zustehende vertragliche Option wahrzunehmen, den Vertrag bei weniger als 40 ausgetragenen Spielen in der Vorsaison um ein Jahr zu verlängern. Ende Juli 2005 unterzog sich Nolan einer notwendig gewordenen Operation am verletzten Knie. Durch das neue Gehaltsabkommen, das ihnen den Stürmer zu kostspielig machte, und aufgrund der Ansicht, dass sich Nolan die Verletzungen am Kreuzband und Innenband nicht beim Eishockey zugezogen hatte, sahen die Leafs die Vertragsverlängerung nicht als wirksam an. Das Management der Maple Leafs löste den Vertrag daher zum 1. August 2005 auf, woraufhin die National Hockey League Players’ Association für Nolan eine Beschwerde gegen die Leafs bei der National Hockey League erhob, damit er das noch ausstehende Jahressalär von 5,6 Millionen US-Dollar erhalten würde.
Nach überstandener Operation und den Vertragsproblemen mit Toronto, die im Jahr 2006 mit einem Ergebnis geklärt wurden, über das die Beteiligten Stillschweigen wahrten, blieb es lange ruhig um den Spieler und erst kurz vor Ende der Wechselperiode Anfang März 2006 meldete sich Nolan zurück, nachdem mehrere NHL-Teams um die Dienste des Free Agents geworben hatten. Er erklärte, erst zur Spielzeit 2006/07 einen Comeback-Versuch zu starten.

### Kurze Engagements in Phoenix, Calgary und Minnesota

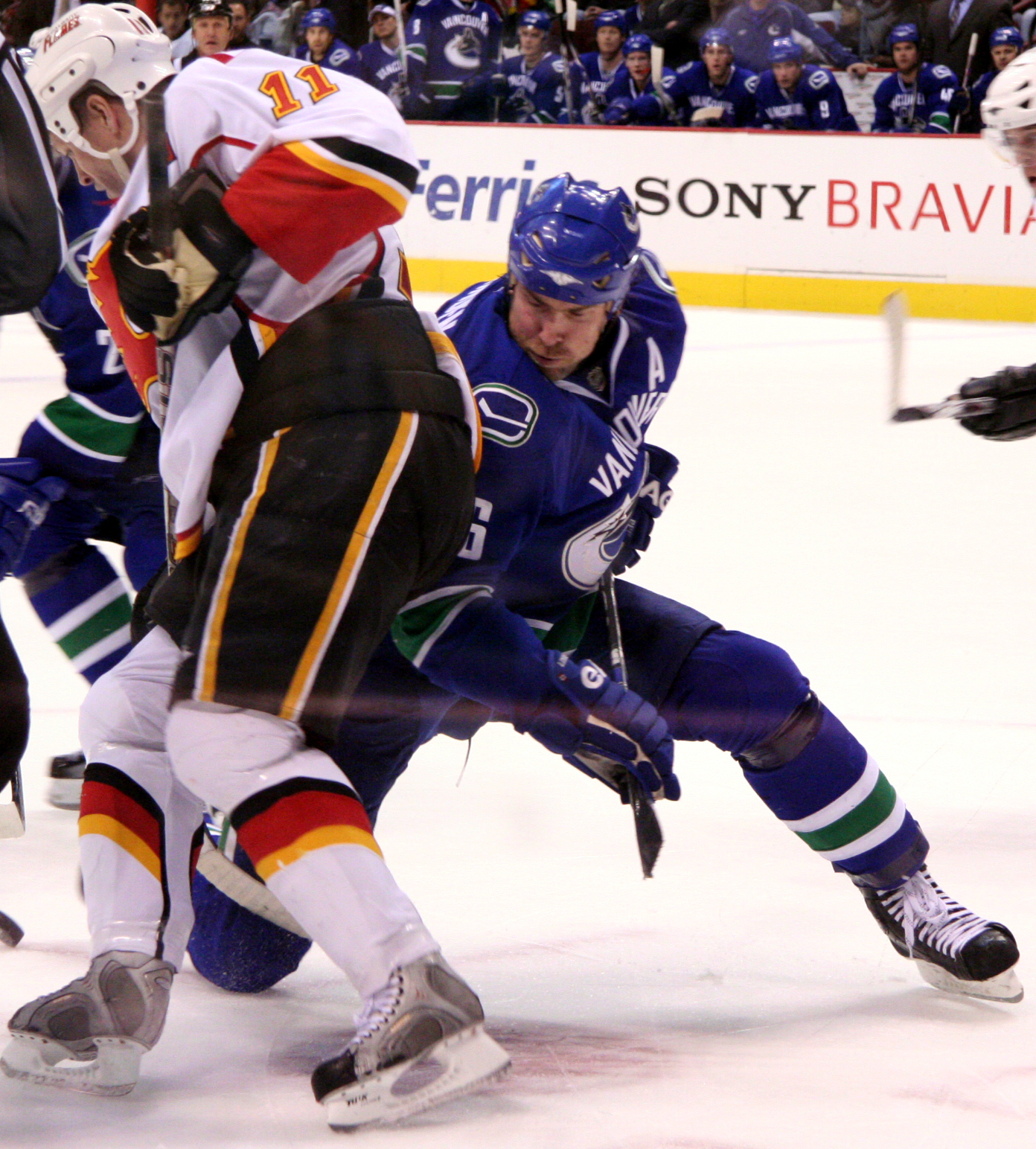
Nolan im weißen Trikot der Calgary Flames im Duell mit Trevor Linden von den Vancouver Canucks.

Nachdem die Verletzung über den Sommer 2006 vollkommen ausgeheilt war, unterschrieb Nolan am 16. August 2006 einen mit einer Million US-Dollar dotierten Einjahresvertrag bei den Phoenix Coyotes, deren Cheftrainer Wayne Gretzky sich für ein Engagement des erfahrenen Power Forwards ausgesprochen hatte. Während sich die Coyotes, deren General Manager zu dieser Zeit Nolans Berater Michael Barnett war, viel von der Verpflichtung des 34-Jährigen erhofften und ihn umgehend zu einem der Assistenzkapitäne ernannten, verlief die Spielzeit eher ernüchternd. Phoenix beendete die Spielzeit mit 67 Punkten und damit schlechtestes Team der Western Conference. Nolan erreichte 40 Scorerpunkte bei 76 Einsätzen und war damit der drittbeste Scorer des Franchises. Zudem absolvierte er im Dress der Flames das 1.000 NHL-Spiel seiner Karriere in der regulären Saison. Für seine Verdienste in den vergangenen Jahren wurde er von den Coyotes als Nominierung für die Bill Masterton Memorial Trophy vorgeschlagen. Sein Vertrag wurde jedoch nach dem Saisonende nicht verlängert.
In den Calgary Flames fand Owen Nolan bereits Anfang Juli 2007 einen neuen Arbeitgeber in der NHL. Der abgeschlossene Einjahresvertrag garantierte ihm inklusive Bonuszahlungen bis zu zwei Millionen US-Dollar. In der personell deutlich stärker besetzten Mannschaft Calgarys kamen die Stärken des Stürmers nicht mehr so zur Geltung und seinen Statistiken waren mit 32 Punkten in 77 Spielen weiter rückläufig. Mit seiner Erfahrung aus mittlerweile 15 Jahren in der Liga stellte er aber eine wichtige Komponente des Teams dar und war – wie schon in der Vorsaison in Phoenix – einer der Assistenzkapitäne des Klubs. Auch er wurde von den Flames für die Bill Masterton Memorial Trophy vorgeschlagen, erhielt sie aber ebenso wie im Vorjahr nicht. In der ersten Runde der Play-offs scheiterte Calgary in sieben Partien an Nolans Ex-Team, den San Jose Sharks.

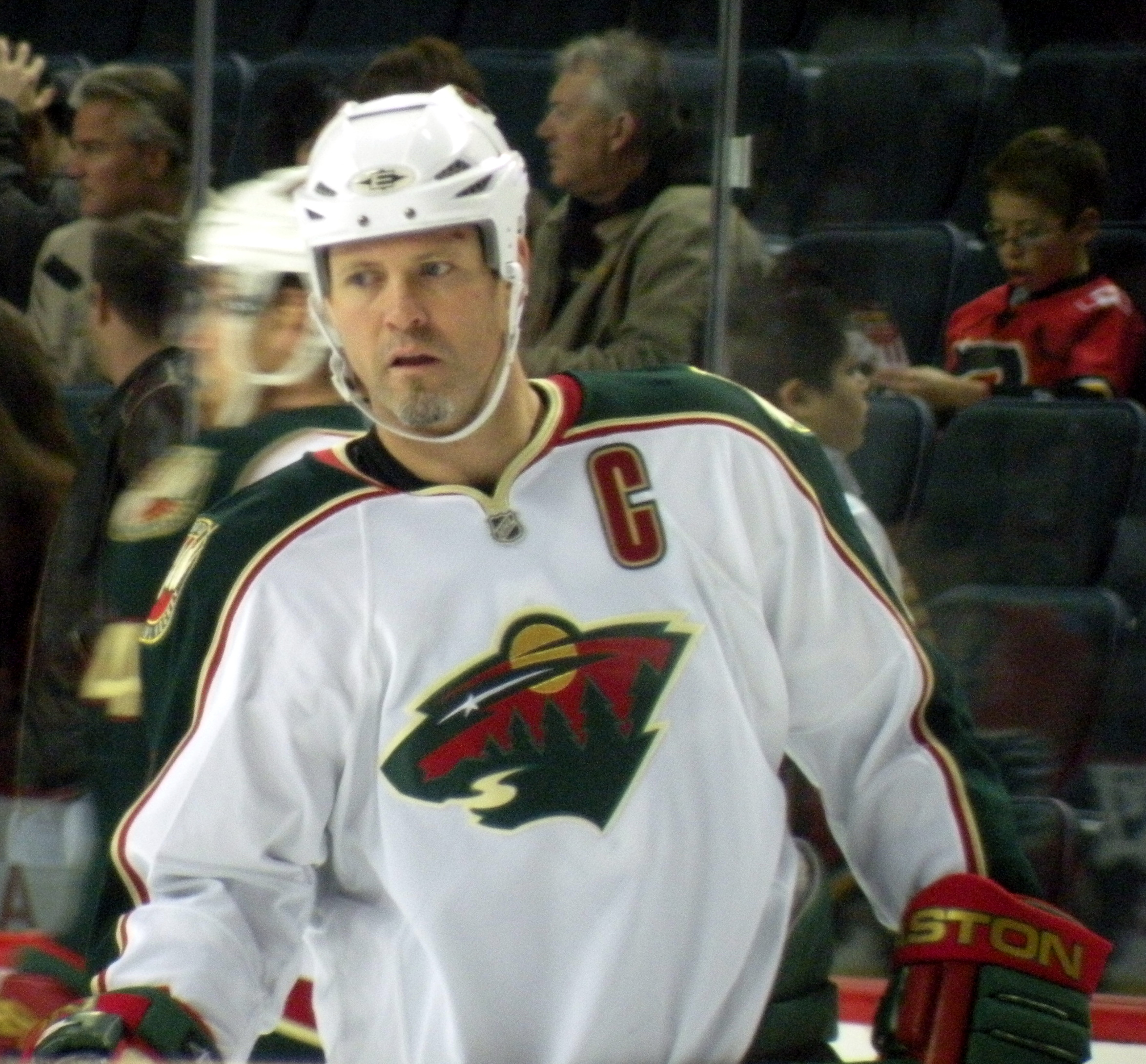
Nolan im Dress der Minnesota Wild.

Mit bestrittenen 153 von möglichen 164 Begegnungen der regulären Saison über zwei Spielzeiten präsentierte Nolan sich gesund und fit, was die Minnesota Wild dazu veranlasste, ihn Anfang Juli 2008 für zwei Jahre unter Vertrag zu nehmen. Das Gesamtsalär betrug 5,5 Millionen US-Dollar. Bei den Wild nahm der Flügelspieler als erfahrener Spieler eine tragende Rolle ein. Obwohl Minnesota als defensiv ausgerichtete Mannschaft bekannt war, steigerte Nolan seine Punktausbeute wieder. Allerdings verpasste er wegen diverser Verletzungen auch 23 Saisonspiele. Dennoch landete er mit 45 Punkten in der Scorerwertung der Wild auf dem vierten Rang und war trotz der vielen Ausfallzeiten mit 25 Treffern bester Torschütze des Franchises. Ab dem Spieljahr 2009/10 führte Nolan das unerfahrene Team zeitweise als Assistenzkapitän auf das Eis. Zwar nahmen seine statistischen Werte trotz mehr Einsätzen als in der Vorsaison deutlich ab, doch galt er – ob seiner Erfahrung – als der eigentliche Kapitän des Teams. Die Wild verlängerten den auslaufenden Vertrag mit dem Offensivakteur dennoch nicht und so war Nolan im Sommer 2010 zum fünften Mal nach 2000, 2006, 2007 und 2008 ein Unrestricted Free Agent.

### Wechsel in die Schweiz und Rücktritt vom aktiven Sport

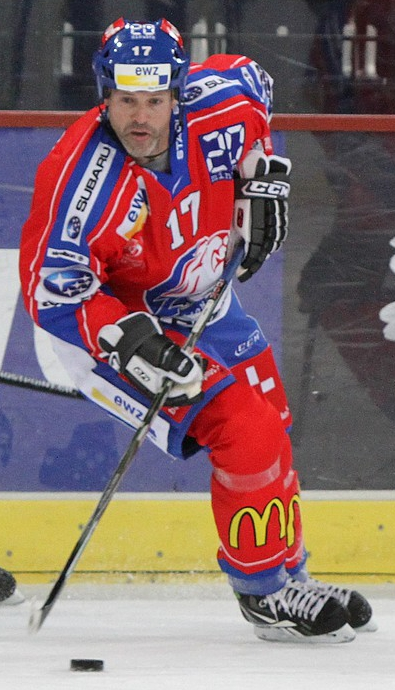
Owen Nolan als Spieler der ZSC Lions.

Bis zum Herbst 2010 fand Nolan kein neues Team in der National Hockey League und so unterschrieb er am 21. Oktober 2010 einen auf einen Monat befristeten Vertrag bei den ZSC Lions aus Zürich, die in der Schweizer National League A beheimatet sind. Nach einem erfolgreichen Probemonat mit elf Punkten aus sieben Partien verlängerte er seinen Vertrag bis zum Saisonende, mit der Option bis zum 23. Januar 2011 jederzeit aus selbigem aussteigen zu können, wenn er ein Angebot aus der NHL erhalten würde. Dieser Fall trat jedoch nicht ein und so blieb Nolan bis zum Saisonende in der Schweiz. Mit Nolan im Kader machten die Zürcher den schlechten Saisonstart schnell wett und schafften die Qualifikation für die Play-offs. Dort scheiterten die Lions in der ersten Runde am späteren Vizemeister Kloten Flyers. In der Hauptrunde kam Nolan in 24 Partien auf 26 Punkte, während er in sechs Play-off-Partien weitere vier Punkte beisteuerte.
Im Sommer kehrte Nolan schließlich nach Nordamerika zurück, um erneut zu versuchen, einen Vertrag bei einem NHL-Team zu erhalten. Die Vancouver Canucks statteten ihn am 4. August 2011 mit einem Probevertrag aus. Trotz Einsätzen in drei Vorbereitungsspielen auf die Saison 2011/12, in denen er ein Tor erzielte und ein weiteres vorbereitete, entließen die Canucks den Stürmer am 25. September aus seinem Probevertrag und unterbreiteten ihm kein längerfristiges Angebot.
Ohne weitere Vertragsangebote verlegte der inzwischen 39-Jährige seinen Lebensmittelpunkt danach ins kalifornische San José, um in der Nähe seiner dort lebenden, vierköpfigen Familie zu sein. Am 3. Februar 2012 gab sein Ex-Team San Jose Sharks bekannt, dass sie am 7. Februar 2012 eine Pressekonferenz mit Owen Nolan halten würden. Auf dieser gab er vier Tage vor seinem 40. Geburtstag den Rücktritt vom aktiven Sport bekannt. Dies tat er auf eigenen Wunsch gemeinsam mit dem Franchise der San Jose Sharks, den ihm angebotenen Eintages-Vertrag unterzeichnete er aber nicht. Am darauf folgenden Tag führte Nolan den zeremoniellen Puckeinwurf beim ersten Bully des Spiels seiner beiden Ex-Teams San Jose Sharks und Calgary Flames im HP Pavilion durch.
Nolan beendete seine Karriere nach insgesamt 18 Spielzeiten in der National Hockey League, in denen er zwischen 1990 und 2010 1200 Spiele in der regulären Saison bestritten hatte, als letzter aktiver Spieler, der noch für die Nordiques de Québec aufgelaufen war. Er erzielte dabei 422 Tore und gab 463 Vorlagen für insgesamt 885 Scorerpunkte und erhielt 1793 Strafminuten. Damit belegte er zur Zeit seines Rücktritts den geteilten 100. Platz in der Scorerwertung der Liga und den 72. Rang bei den Strafminuten. Mit insgesamt 155 Treffern im Powerplay teilte er sich ligaweit die 33. Position. Zweimal erzielte Nolan über 40 Tore in einer Spielzeit, sechsmal mehr als 30 und zehnmal mehr als 20. In weiteren 65 Begegnungen lief der Stürmer in den Play-offs auf, in denen er 40 Punkte verbuchte und 66 Strafminuten erhielt. Die meisten Spiele absolvierte und Punkte erzielte er für die San Jose Sharks, deren drittbester Scorer, Torschütze und Vorlagengeber der Franchise-Geschichte er bei seinem Rücktritt war. Bei den Strafminuten belegte er teamintern den zweiten Rang.

### Internationale Karriere mit der kanadischen Nationalmannschaft
Nachdem Nolan nie für eine kanadische Juniorenauswahl bei einem internationalen Turnier gespielt hatte, gehörte er bei der Weltmeisterschaft 1997 in Finnland erstmals zum Aufgebot der kanadischen Nationalmannschaft. An der Seite von Spielern wie Rob Blake, Mark Recchi, Jarome Iginla und Keith Primeau gewann der Flügelstürmer mit der Mannschaft die Goldmedaille und sicherte Kanada so den 21. Weltmeistertitel. In der über drei Spiele andauernden Finalserie setzten sich die Kanadier gegen Schweden durch. Nolan erzielte dabei im entscheidenden dritten Spiel der Finalserie, das 2:1 für Kanada endete, den zweiten Treffer selbst und bereitete das erste Tor von Dean Evason vor. Zusammen mit Evason und Bob Errey bildete er während des Turniers eine Angriffsreihe. In zehn von elf Turnierspielen – die Finalrundenpartie gegen Russland musste er aufgrund einer Spielsperre aus der Partie gegen Tschechien aussitzen – kam Nolan für die Ahornblätter zum Einsatz und verbuchte dabei insgesamt sieben Scorerpunkte sowie 31 Strafminuten. Er war damit hinter Travis Green der zweitbeste Scorer des Weltmeisterteams und gemeinsam mit Anson Carter und Rob Zamuner, die beide vier Tore schossen, der beste Torschütze des Kaders. Alleine 25 Strafminuten rührten aus der Partie gegen die Tschechen her, in der er eine Spieldauerdisziplinarstrafe erhielt.
Knapp fünf Jahre später gehörte Nolan zum Kader bei den Olympischen Winterspielen 2002 im US-amerikanischen Salt Lake City. Dafür war er bereits am 23. März 2001 als einer der sogenannten „Elite Eight“ von Kanadas General Manager Wayne Gretzky berufen worden. Nach einem souveränen 5:2-Sieg im Finale über die Vereinigten Staaten errangen die von Mario Lemieux und Steve Yzerman angeführten Kanadier erstmals seit 50 Jahren den Olympiasieg im Eishockey. Nolan, der eine Angriffsreihe mit Eric Lindros und Ryan Smyth bildete, bestritt alle sechs Spiele für die Mannschaft und kam auf drei Assists; zwei Tore bereitete er im Halbfinale gegen Belarus vor. Zudem erhielt er zwei Strafminuten.

## Karrierestatistik

### Internationale Wettbewerbe
(Legende zur Spielerstatistik: Sp oder GP = absolvierte Spiele; T oder G = erzielte Tore; V oder A = erzielte Assists; Pkt oder Pts = erzielte Scorerpunkte; SM oder PIM = erhaltene Strafminuten; +/− = Plus/Minus-Bilanz; PP = erzielte Überzahltore; SH = erzielte Unterzahltore; GW = erzielte Siegtore; 1 Play-downs/Relegation; Kursiv: Statistik nicht vollständig)

## Spielstil und Persönlichkeit

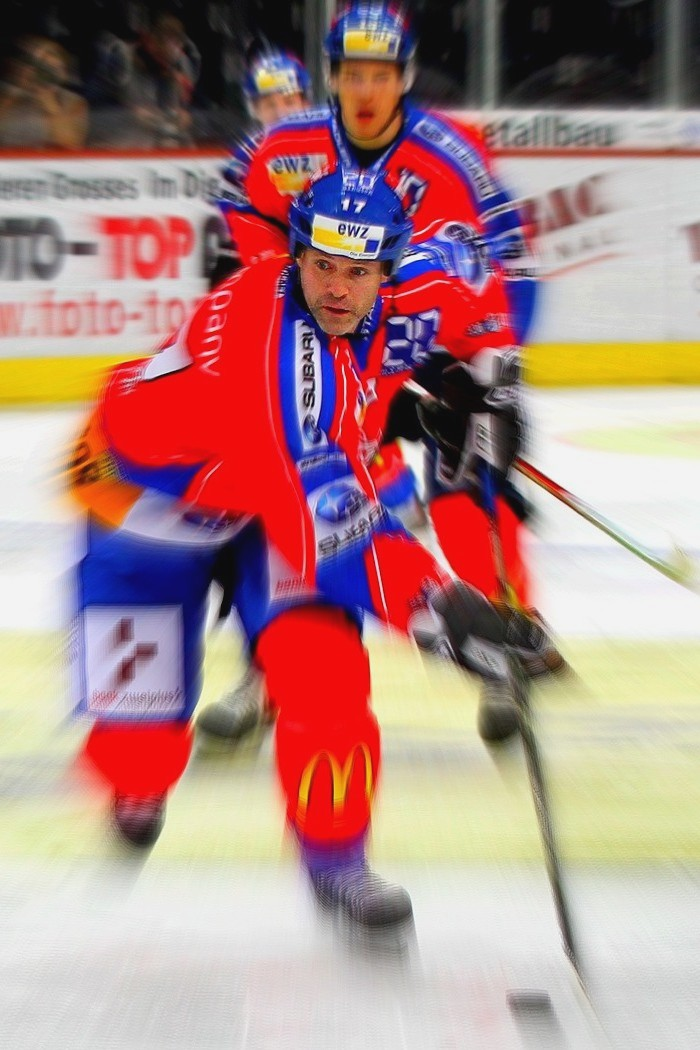
Nolans kompakte und stämmige Statur machte ihn zu einem erfolgreichen Power Forward.

Nolan verkörperte den Spielertyp des Power Forwards, einem torgefährlichen Angriffsspieler, der gleichzeitig das körperbetonte Spiel bevorzugt. Mit einer Größe von 185 Zentimetern und annähernd 100 Kilogramm Körpergewicht besaß Nolan für diese Position exzellente Voraussetzungen und wusste damit umzugehen. Dies bewiesen seine sowohl hohen Punktausbeuten als auch die hohe Anzahl von Strafminuten, die sich bereits im Juniorenbereich mit 170 Scorerpunkten und 453 Strafminuten in 120 Begegnungen angekündigt hatten. Diese zu Beginn der 1990er Jahre sehr gefragte Mischung aus Härte und Talent, die nicht oft zu finden war, machte ihn daher auch für die Franchises der National Hockey League so interessant. Zur Blütezeit seiner NHL-Karriere um die Jahrtausendwende herum gehörte Nolan zu den besten Spielern auf seiner Position. Wie für diese Spielerart üblich, war Nolan kein leichtfüßiger Schlittschuhläufer, bewegte sich dafür aber intelligent und mit hohem Tempo auf dem Eis. Des Weiteren wurde ihm ein präziser Schuss nachgesagt. Insbesondere im Überzahlspiel nutzte der Stürmer seine Stärken aus und gehörte stets zu den besten Powerplay-Torschützen und -Punktesammlern der Liga. Im Verlauf seiner Karriere verbesserte er kontinuierlich seine Defensivarbeit.
Trotz seines physisch geprägten Spielstils, der keine Schonung für den Körper erlaubte, immer wieder in Verletzungen gipfelte und auch mit zunehmendem Alter nicht geändert wurde, galt Nolan abseits des Eises als zurückhaltend. In späteren Jahren wurde seine Erfahrung und ehrlicher Umgang mit Mitspielern und Presse stets geschätzt.
Über seine Qualitäten als Führungsspieler gehen die Meinungen auseinander. Einerseits gilt festzuhalten, dass Nolan ab 1995 – mit Ausnahme der Zeit in Toronto und dem ersten Jahr in Minnesota – stets eines der Kapitänsämter innehatte. Die San Jose Sharks führte er während seiner Zeit als Mannschaftskapitän aus dem Nischendasein in die vorderen Tabellenränge. Auch Rich Preston, einer seiner ehemaligen Trainer, bescheinigte Nolan die Fähigkeit, ein Spiel mit einer einzigen Aktion zu Gunsten seines Teams zu entscheiden. Während seines letzten Jahres in San Jose keimte aber immer wieder Kritik auf, die seine Führungsqualitäten und das Verhalten abseits der Eisfläche in Frage stellten.
Nolans Markenzeichen war die Rückennummer 11 auf seinem Trikot, die er sowohl im Junioren- als auch Profibereich mit Ausnahme seiner Rookiespielzeit bei den Nordiques de Québec und dem Jahr in der Schweiz bei den ZSC Lions trug.
Mit seiner Frau Diana, die er am 20. Juli 2002 heiratete, seiner Tochter Jordan (* 2003) und seinem Sohn Dylan (* 2007) lebt Owen Nolan im kalifornischen San José. Er ist der Besitzer zweier britisch geprägter Pubs mit dem Namen „Britannia Arms“ in Downtown San José und im südlich gelegenen Stadtteil Almaden Valley. Im Verlauf seiner Karriere arbeitete er über viele Jahre mit dem Spieleragenten und -berater Michael Barnett zusammen. Sein Spitzname lautet „Buster“.

## Erfolge und Auszeichnungen

### Nationale Wettbewerbe
| - 1989: Emms Family Award - 1990: Jim Mahon Memorial Trophy - 1990: OHL First All-Star-Team - 1992: NHL All-Star Game - 1995: NHL-Spieler der Woche vom 27. Februar bis 5. März - 1996: NHL All-Star Game | - 1997: NHL All-Star Game - 1999: NHL-Spieler der Woche vom 6. bis 12. Dezember - 2000: NHL All-Star Game - 2000: Seagate Technology „Sharks Player of the Year“ Award - 2002: NHL All-Star Game |

### Internationale Wettbewerbe
- 1997: Goldmedaille bei der Weltmeisterschaft
- 2002: Goldmedaille bei den Olympischen Winterspielen

## Rekorde

### NHL All-Star Game
- Kürzeste Dauer für das Erzielen von zwei Toren: 8 Sekunden, 18. Januar 1997 gegen die Eastern Conference All-Stars[12][Anm. 4]

### Nordiques de Québec und Colorado Avalanche
- Jüngster Spieler der Franchise-Geschichte: 18 Jahre und 234 Tage, 4. Oktober 1990 gegen die Hartford Whalers[67]
- Jüngster Spieler der Franchise-Geschichte, der an einem NHL All-Star Game teilnahm: 19 Jahre und 340 Tage, 18. Januar 1992[68]
- Meiste Torvorlagen in einem Drittel: 4; 5. März 1992 gegen die Hartford Whalers (gemeinsam mit Anton Šťastný)[69]

### San Jose Sharks
- Meiste Unterzahl-Tore der Franchise-Geschichte: 14 (gemeinsam mit Marco Sturm)[70]
- Meiste Ausgleichstore der Franchise-Geschichte: 6[70]
- Meiste Punkte in einem Spiel: 6; 4. Oktober 1999 gegen die Chicago Blackhawks[71]
- Meiste Punkte in einem Drittel: 4; 19. Dezember 1995 gegen die Mighty Ducks of Anaheim[71]
- Meiste Tore in einem Spiel: 4; 19. Dezember 1995 gegen die Mighty Ducks of Anaheim (gemeinsam mit vier weiteren Spielern)[71]
- Meiste Tore in einem Drittel: 3; 19. Dezember 1995 gegen die Mighty Ducks of Anaheim (gemeinsam mit drei weiteren Spielern)[71]
- Meiste Torvorlagen in einem Spiel: 4; 10. März 2002 gegen die Vancouver Canucks (gemeinsam mit 18 weiteren Spielern)[71]
- Meiste Powerplay-Tore in einem Spiel: 3; 19. Dezember 1995 gegen die Mighty Ducks of Anaheim (gemeinsam mit Ryane Clowe)[71]
- Meiste Powerplay-Tore in einem Drittel: 3; 19. Dezember 1995 gegen die Mighty Ducks of Anaheim[71]
- Kürzeste Dauer für das Erzielen von drei Toren: 13 Minuten; 19. Dezember 1995 gegen die Mighty Ducks of Anaheim[72]
- Kürzeste Dauer für das Erzielen von vier Toren: 32 Minuten und 35 Sekunden; 19. Dezember 1995 gegen die Mighty Ducks of Anaheim[72]
- Meiste Strafminuten in einem Play-off-Spiel: 24; 24. April 1998 gegen die Dallas Stars[73]
- Meiste Strafminuten in einem Drittel eines Play-off-Spiels: 20; 24. April 1998 gegen die Dallas Stars[74]
- Meiste aufeinander folgende Spiele mit einem Tor: 6; 20. Januar bis 30. Januar 2003 (gemeinsam mit drei weiteren Spielern)[72]